# Bartus Gyula
Bartus Gyula (Miskolc, 1962. november 10. –) Jászai Mari-díjas magyar színész, rendező, író, érdemes művész.

## Életpályája
Színészi diplomáját 1988-ban szerezte a Színház- és Filmművészeti Főiskolán, Kerényi Imre osztályában. Előtte 1981 és 1984 között a nyíregyházi Móricz Zsigmond Színház társulatában kezdte színészi pályáját. 1988-tól a Pécsi Nemzeti Színházhoz szerződött. 1991-től egy évadot a Veszprémi Petőfi Színházban töltött. 1992 és 1999 között a Békés Megyei Jókai Színház tagja volt. 1999-től a Miskolci Nemzeti Színházban szerepelt. 2003 óta ismét békéscsabai színész. Színműveket ír, és rendezéssel is foglalkozik.
Házastársa Fehér Tímea színésznő.

## Fontosabb színházi szerepeiből
- Szabó Magda: Az a szép fényes nap... Vajk; Nürnbergi Hermann
- Szabó Magda: Kiálts, város!... Von Felsen kapitány
- Szabó Magda: Az ajtó... Magda férje
- William Shakespeare: Antónius és Kleopatra... Pompeius
- William Shakespeare: Lear király... Gloucester grófja
- William Shakespeare: Rómeó és Júlia... Sámson, a Capulet ház szolgája; Capulet
- William Shakespeare: Tévedések vígjátéka... Herceg
- William Shakespeare: Vízkereszt, vagy amit akartok... Keszeg Andor
- William Shakespeare: Othello, a velencei mór... Cassio, Othello hadnagya
- Dale Wasserman - Ken Kesey: Kakukkfészek... Cheswick
- Anton Pavlovics Csehov: Ványa bácsi... Asztrov
- Anton Pavlovics Csehov: Három nővér... Csebutikin
- Fjodor Mihajlovics Dosztojevszkij: Karamazovok... Grigorij
- Makszim Gorkij: A nap fiai... Csepurnoj
- Nyikolaj Vasziljevics Gogol: Háztűznéző... Podkoljoszin
- Carlo Goldoni: Chioggiai csetepaté... Toni, halászbárka-tulajdonos
- Molière: A fösvény... Harpagon
- Szophoklész: Antigoné... Haimon; Teiresias
- Arisztophanész – Hamvai Kornél – Nádasdy Ádám: Lüzisztraté... Drákész
- Szakonyi Károly: Mennyei kávéház... Rendőr
- Déry Tibor – Pós Sándor – Presser Gábor – Adamis Anna: Képzelt riport egy amerikai popfesztiválról... Manuel
- Dés László – Geszti Péter – Békés Pál: A dzsungel könyve... Buldeó
- Molnár Ferenc: Az üvegcipő... Sipos
- Molnár Ferenc: Doktor úr... Cseresnyés
- Molnár Ferenc: Liliom... Az esztergályos
- Arany János – Zalán Tibor: Toldi... Toldi György
- Jókai Mór: A kőszívű ember fiai... Pallwitz Ottó; Rideghváry Bence
- Katona József: Bánk bán... Petúr bán, a bihari főispán
- Heltai Jenő: A tündérlaki lányok... A báró
- Móricz Zsigmond : Úri muri... Szakhmáry Zoltán
- Móricz Zsigmond – Kocsák Tibor – Miklós Tibor: Légy jó mindhalálig... Igazgató
- Friedrich Dürrenmatt: Az öreg hölgy látogatása... Polgármester
- Friedrich Dürrenmatt: János király... Fülöp, Franciaország királya
- George Bernard Shaw: Szent Johanna... Courcelles
- George Bernard Shaw – Alan Jay Lerner – Frederick Loewe: My fair lady... Pickering ezredes
- Henrik Ibsen: A nép ellensége... Hovstad
- Henrik Ibsen: Nóra... Helmer
- Stendhal: Vörös és fekete... Altamira gróf
- Arthur Miller: Alku... Walter Franz
- Arthur Miller: Pillantás a hídról... Eddie
- Friedrich Schiller: Stuart Mária... Amias Paulet
- Friedrich Schiller: Ármány és szerelem... Von Walter
- Jean Anouilh: Colombe... Julien
- Reginald Rose: Tizenkét dühös ember... 5-ös esküdt
- Ariano Suassuna: A kutya testamentuma... Manuel
- Székely János: Dózsa... Dózsa György
- Sütő András: A szuzai menyegző... I. katona
- Sütő András: Egy lócsiszár virágvasárnapja... Müller Ferenc
- Nyirő József: Jézusfaragó ember... Ajnádi Ferenc
- Zalán Tibor: Midőn halni készült... Janus Pannonius
- Zalán Tibor: Patt Lenn... Patt
- Békés Pál: Egy kis térzene... Dr. Kelengyéssy Emil
- Vándorfi László: Paraszt dekameron... 2. pap; csordapásztor; férj; Szent Péter
- Vándorfi László: Jézus Krisztus... József; Pilátus
- Václav Havel: A leirat... Jan Kunc
- Sławomir Mrożek: Tangó... Stomil
- Joe Orton: Amit a lakáj látott a kulcslyukon át... Match
- John Braden – Paul Foster: Színezüst csehó... Jude
- Tahir Mujičić – Boris Senker – Nino Škrabe: Trenk, avagy a vad báró... Königseck, Lujo kancellár, a cárnő bizalmasa és alkalmankét szerelmese
- Vörös István: Pisztoly az asztalon... öreg Jedlik
- Sárosi András: A húszmilliomodik év... határőr
- August Strindberg: Az apa... Östermark doktor
- Hervé: Nebáncsvirág... Paul, kadett
- Alexander Breffort – Margauerite Monnot: Irma, te édes... Nesztor
- Bengt Ahlfors: Színházkomédia... Harry, színész
- Maurice Hennequin – Pierre Veber: Törvénytelen randevú... Tricointe
- Alexandre Dumas - Szomor György - Pozsgai Zsolt: Monte Christo grófja... Danglars
- Csokonai Vitéz Mihály: Az özvegy Karnyóné és a két szeleburdiak... Lázár
- Pozsgai Zsolt: A Szellemúrnő (Ábránfy Katalin)...  Auglen esperes
- Pozsgai Zsolt: A szűz és a szörny... Herceg
- Neil Simon: Az utolsó hősszerelmes... Barney Cashman
- Robert James Waller: A szív hídjai... Robert
- Wass Albert: Tizenhárom almafa... Úristen; Tiszteletes; Öreg; Öreg pópa; Orosz tiszt
- Theodor Mouche – Stella Adorján – Békeffi István: Pezsgős vacsora... Szabó Sándor, író
- Koltay Gábor – Koltay Gergely – Kormorán együttes: Trianon...  Főszerkesztő; Horthy Miklós

## Bemutatott színpadi művei
- Életek árán (2006)
- Sör és cigi (2009)
- Lovak (2013)
- Királyom, Isten áldjon! (2022)

## Rendezései
- Schultz Sándor: Krepp
- Fésűs Éva: A csodálatos nyúlcipő
- Rákos Péter – Bornai Tibor: Mumus
- Georg Büchner: Leonce és Léna
- Júlia szépleány (musical)
- Szente Béla – Király Péter – Bartus Gyula: Premier
- Bartus Gyula: Lovak
- Bartus Gyula: Életek árán
- Szabó Magda: Születésnap
- Gregg Opelka: C’est la vie (Ilyen az élet)

## Filmek, tv
- Napló szerelmeimnek (1987)... Dezső
- A másik ember (1988)
- Családi kör (sorozat) Autós Fahrt című rész (1988)
- Napló apámnak, anyámnak (1990)
- Henrik Ibsen: Nóra (színházi előadás tv-felvétele)
- William Shakespeare: Lear király (színházi előadás tv-felvétele)
- Armelle (1993)... Jurek
- Nyírő József: Jézusfaragó ember (színházi előadás tv-felvétele) (1993)
- Kisváros (sorozat) Schengeni próba  című rész (1999)
- Sacra Corona (2001)
- A Pál utcai fiúk (2003)
- Le a fejjel! (2005)
- Friedrich Schiller: Stuart Mária (színházi előadás tv-felvétele) (2011)
- Barátok közt (2005)...Vadász Károly
- Katona József: Bánk bán (színházi előadás tv-felvétele) (2016)

## Díjak, elismerések
- Megye színművésze (2004)
- Gálfy László Gyűrű-díj (2008)
- Békéscsaba kultúrájáért díj (2009)
- Jászai Mari-díj (2012)
- Az évad legjobb tapasztalt színművésze díj (2015)
- Érdemes művész (2022)[2]